# Photis lamellifera
Photis lamellifera is een vlokreeftensoort uit de familie van de Photidae. De wetenschappelijke naam van de soort is voor het eerst geldig gepubliceerd in 1928 door Schellenberg.